# Mendel (Ket)
Der Mendel (russisch Мендель, fem.) ist ein linker Nebenfluss des Ket in der Region Krasnojarsk in Russland.
Er besitzt eine Länge von 366 km und umfasst ein Einzugsgebiet von ca. 3800 km².
Der Fluss entspringt auf einer Hochebene und führt besonders von Mai bis August Schmelzwasser.
Im Oberlauf wird der Mendel durch eine Eisenbahnbrücke der Linie Atschinsk–Lessosibirsk, einer Nebenlinie der Transsibirischen Eisenbahn, überquert. Entlang des Flusses gibt es praktisch keine menschlichen Siedlungen; lediglich einige Kilometer von der Eisenbahnbrücke entfernt befindet sich das Dorf Mendelski (russisch Мендельский) und an der Mündung in den Ket das Dorf Woroscheika (russisch Ворожейка).